# Kielce
Kielce (pronunție în poloneză [ˈkjεlʦε] ⓘ) este un municipiu voievodatul Sfintei Cruci, Polonia.
Se află la o altitudine de 260 m deasupra nivelului mării, cu cel mai înalt punct în Telegraf[*]. Are o suprafață de 109 km². Populația este de 186.894 locuitori, determinată în 31 martie 2021, prin recensământul polonez din 2021[*].

## Personalități născute aici
- Kajetan Kielisiński (1808 - 1849), artist  plastic;
- Tadeusz Rybkowski (1848 - 1926), artist plastic;
- Stefan Żeromski (1864 - 1925), scriitor;
- Dagmara Domińczyk (n. 1976), actriță americană;
- Paweł Brożek (n. 1983), fotbalist.